# Речной хвостокол Шрёдера
Речной хвостокол Шрёдера (лат. Potamotrygon schroederi) — вид скатов рода речных хвостоколов одноимённого семейства из отряда хвостоколообразных скатов. Обитает в тропических водах бассейнов рек Ориноко и Рио-Негро, Южная Америка. Максимальная зарегистрированная ширина диска 60 см. Грудные плавники этих скатов образуют округлый диск, длина которого слегка превышает ширину. Спинные и хвостовой плавники отсутствуют. В средней части хвостового стебля расположен ядовитый шип. Представляет некоторый интерес для аквариумистов. Рацион состоит из мелких рыб, ракообразных и личинок насекомых. Размножается путём яйцеживорождения.

## Таксономия
Впервые вид был научно описан в 1958 году. Вид назван в честь Уильяма Шрёдера (1895—1977), сотрудника Океанографического института Вудс Хол, за его вклад в изучение скатов. Таксономический статус вида не до конца ясен, поскольку голотип изначально находился в частной коллекции автора и представлял собой лишь хвостовой шип, рот и остаток края диска, поэтому его можно было спутать с другими видами речных хвостоколов.  

## Ареал
Речные хвостоколы Шрёдера обитают в Южной Америке, в тропических водах бассейнов рек Ориноко и Рио-Негро, на территории Бразилии, Венесуэлы и Боливии. Они встречаются в воде температурой около 25 °C. Молодые скаты предпочитают песчаное мелководье, а взрослые попадаются в основном русле рек и у песчаных берегов. 

## Описание
Широкие грудные плавники речных хвостоколов Шрёдера срастаются с головой и образуют овальный диск. Спинные плавники и хвостовой плавник отсутствуют. Позади глаз расположены брызгальца. Брюшные плавники закруглены и почти полностью прикрыты диском. На вентральной стороне диска расположены ноздри и 5 пар жаберных щелей.  На дорсальной поверхности хвостового стебля имеется ядовитый шип. Каждые 6—12 месяцев он обламывается и на его месте вырастает новый. У основания шипа расположены железы, вырабатывающие яд, который распространяется по продольным канавкам. В обычном состоянии шип покоится в углублении из плоти, наполненном слизью и ядом. 
Окраска тела тёмно-коричневого цвета с рисунком из ярких жёлтых пятен. Хвост покрыт перемежающимися тёмными и светлыми полосами. Максимальная зарегистрированная ширина диска 60 см.

## Биология
Подобно прочим хвостоколообразным речные хвостоколы Шрёдера размножаются яйцеживорождением. Самки приносят потомство ежегодно. Новорождённые появляются на счет в сезон дождей, с мая по август. Беременность длится около 6 месяцев. Самки вынашивают 3—7 зародышей, в помёте не более 2 новорожденных длиной около 14 см. Самцы и самки становятся половозрелыми при ширине диска 42 см и 44 см соответственно. 

## Взаимодействие с человеком
Вид не является объектом целевого промысла, хотя представляет некоторый интерес для аквариумистов. Страдает от ухудшения условий среды обитания, обусловленного антропогенными факторами. Данных для оценки Международным союзом охраны природы статуса сохранности вида недостаточно.